# Shisui (Giappone)
Shisui (酒々井町?) è una cittadina giapponese della prefettura di Chiba.